# Manuel Perez
Manuel Perez (Grenoble, 11 maggio 1991) è un ex calciatore francese, di ruolo centrocampista.

## Statistiche

### Presenze e reti nei club
Statistiche aggiornate al 30 ottobre 2023.
| Stagione        | Squadra         | Campionato      | Campionato | Campionato | Coppe nazionali | Coppe nazionali | Coppe nazionali | Coppe continentali | Coppe continentali | Coppe continentali | Altre coppe | Altre coppe | Altre coppe | Totale | Totale |
| Stagione        | Squadra         | Comp            | Pres       | Reti       | Comp            | Pres            | Reti            | Comp               | Pres               | Reti               | Comp        | Pres        | Reti        | Pres   | Reti   |
| --------------- | --------------- | --------------- | ---------- | ---------- | --------------- | --------------- | --------------- | ------------------ | ------------------ | ------------------ | ----------- | ----------- | ----------- | ------ | ------ |
| 2010-2011       | Grenoble        | L2              | 6          | 0          | CF+CdL          | 1+0             | 0               | -                  | -                  | -                  | -           | -           | -           | 7      | 0      |
| 2011-2012       | Grenoble        | CFA2            | 27         | 4          | CF              | 5               | 1               | -                  | -                  | -                  | -           | -           | -           | 32     | 5      |
| 2012-2013       | Grenoble        | CFA             | 33         | 2          | CF              | 3               | 0               | -                  | -                  | -                  | -           | -           | -           | 36     | 2      |
| 2013-2014       | Brest           | L2              | 35         | 0          | CF+CdL          | 2+1             | 0               | -                  | -                  | -                  | -           | -           | -           | 38     | 0      |
| 2014-2015       | Brest           | L2              | 32         | 0          | CF+CdL          | 3+1             | 0               | -                  | -                  | -                  | -           | -           | -           | 36     | 0      |
| 2015-2016       | Brest           | L2              | 26         | 0          | CF+CdL          | 0+0             | 0               | -                  | -                  | -                  | -           | -           | -           | 33     | 1      |
| 2016-2017       | Brest           | L2              | 13         | 0          | CF+CdL          | 1+0             | 0               | -                  | -                  | -                  | -           | -           | -           | 14     | 0      |
| Totale Brest    | Totale Brest    | Totale Brest    | 106        | 0          |                 | 8               | 0               |                    | -                  | -                  |             | -           | -           | 114    | 0      |
| 2017-2018       | Clermont Foot   | L2              | 27         | 1          | CF+CdL          | 0+0             | 0               | -                  | -                  | -                  | -           | -           | -           | 27     | 1      |
| 2018-2019       | Clermont Foot   | L2              | 23         | 1          | CF+CdL          | 2+0             | 0               | -                  | -                  | -                  | -           | -           | -           | 25     | 1      |
| Totale Clermont | Totale Clermont | Totale Clermont | 50         | 2          |                 | 2               | 0               |                    | -                  | -                  |             | -           | -           | 52     | 2      |
| 2019-2020       | Lens            | L2              | 16         | 0          | CF+CdL          | 2+2             | 1+0             | -                  | -                  | -                  | -           | -           | -           | 20     | 1      |
| ago.-ott. 2020  | Lens            | L1              | 4          | 0          | CF              | 0               | 0               | -                  | -                  | -                  | -           | -           | -           | 4      | 0      |
| Totale Lens     | Totale Lens     | Totale Lens     | 20         | 0          |                 | 4               | 1               |                    | -                  | -                  |             | -           | -           | 24     | 1      |
| ott. 2020-2021  | Grenoble        | L2              | 21         | 0          | CF              | 1               | 0               | -                  | -                  | -                  | -           | -           | -           | 22     | 0      |
| 2021-2022       | Grenoble        | L2              | 18         | 0          | CF              | 2               | 0               | -                  | -                  | -                  | -           | -           | -           | 20     | 0      |
| 2022-2023       | Grenoble        | L2              | 9          | 0          | CF              | 1               | 0               | -                  | -                  | -                  | -           | -           | -           | 10     | 0      |
| Totale Grenoble | Totale Grenoble | Totale Grenoble | 114        | 6          |                 | 13              | 1               |                    | -                  | -                  |             | -           | -           | 127    | 7      |
| Totale carriera | Totale carriera | Totale carriera | 290        | 8          |                 | 27              | 2               |                    | -                  | -                  |             | -           | -           | 317    | 10     |